# Emesco
Emesco Aktiebolag är ett svenskt holdingbolag som är idag ett dotterbolag till investmentbolaget Investment AB Kinnevik. Det var tidigare Kinneviks ägarbolag och var under kontroll av Stenbeck-familjen. 2009 valde Kinnevik att förvärva Emesco från stiftelserna Sapere Aude Trust (75%) och Hugo Stenbecks Stiftelse (3%) samt från mediamogulen Jan Stenbecks dödsbo (22%).
För 2014 hade de en vinst på nästan 9,23 miljarder SEK och tillgångar på nästan 19,75 miljarder SEK.